# Relações entre Cuba e União Soviética
Após o estabelecimento de laços diplomáticos com a União Soviética após a Revolução Cubana de 1959, Cuba tornou-se cada vez mais dependente dos mercados soviéticos e da ajuda militar e foi aliada da União Soviética durante a Guerra Fria. Em 1972, Cuba aderiu ao COMECON, uma organização econômica de estados destinada a criar cooperação entre as economias planificadas comunistas, que era dominada pela sua maior economia, a União Soviética. Moscou manteve contato regular com Havana e compartilhou diversas relações estreitas até o fim da União Soviética em 1991. Cuba entrou então numa era de graves dificuldades econômicas, o Período Especial.

## História

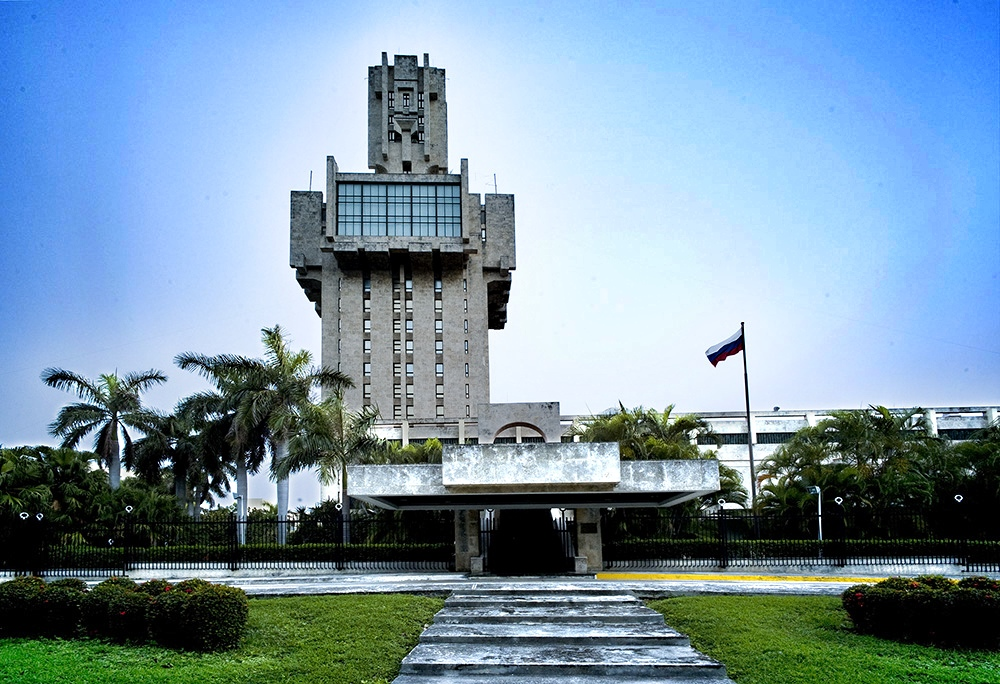
Embaixada soviética (agora russa) em Miramar, Havana

### Relações antes da Revolução Cubana
As primeiras relações diplomáticas entre a União Soviética e Cuba desenvolveram-se durante a Segunda Guerra Mundial. Maxim Litvinov, o embaixador soviético nos Estados Unidos, criou a primeira embaixada soviética em Havana em 1943, e diplomatas cubanos sob os auspícios de Fulgencio Batista visitaram Moscou no mesmo ano. Os soviéticos estabeleceram uma série de contatos com partidos de inclinação comunista. O sucessor de Litvinov, Andrei Gromyko, tornou-se embaixador nos EUA e em Cuba, mas nunca visitou este último durante o seu mandato.
Após a guerra, os governos de Ramón Grau e Carlos Prío Socarrás procuraram isolar o Partido Comunista Cubano, e as relações com a União Soviética foram abandonadas. O regresso de Batista ao poder no Golpe de 1952 viu o encerramento da embaixada.

### Depois da revolução

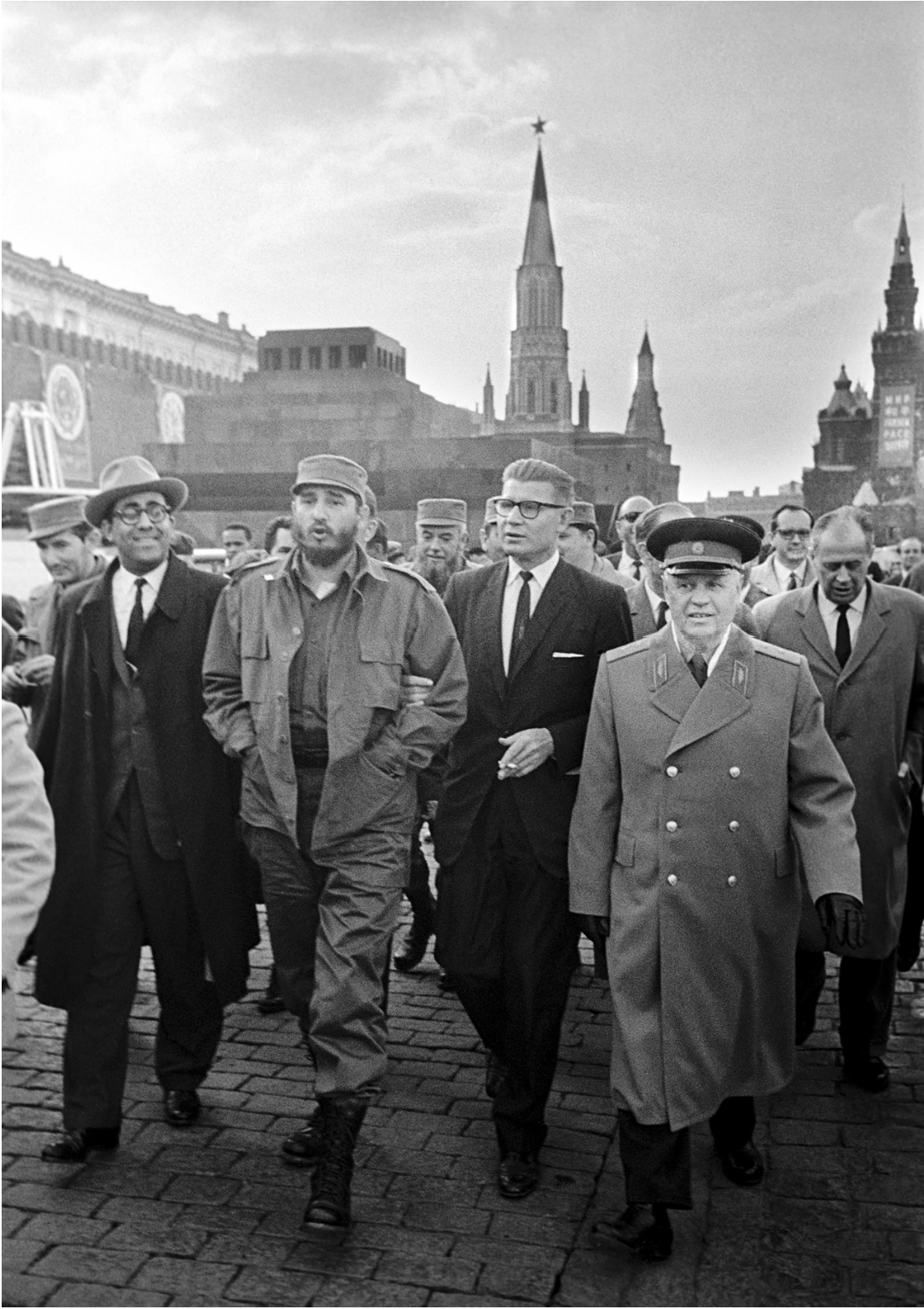
Fidel Castro na Praça Vermelha durante a sua visita à União Soviética em 1963.

A Revolução Cubana impulsionou Fidel Castro ao poder em 1º de janeiro de 1959, mas inicialmente atraiu pouca atenção em Moscou. Os soviéticos, resignados com o domínio dos EUA sobre o Hemisfério Ocidental, não estavam preparados para a possibilidade de um futuro aliado na região. De acordo com testemunhos posteriores do primeiro-ministro soviético Nikita Khrushchev, nem o Comitê Central do Partido Comunista Soviético nem a inteligência da KGB tinham qualquer ideia de quem era Castro ou pelo que lutava. Khrushchev aconselhou-os a consultar os comunistas cubanos, que relataram que Castro era um representante da "alta burguesia" e trabalhava para a CIA.
Em fevereiro de 1960, Khrushchev enviou seu vice, Anastas Mikoyan, a Cuba para descobrir o que motivou Castro, que havia retornado de uma viagem fracassada a Washington, onde lhe foi recusado um encontro com o presidente dos EUA, Dwight Eisenhower. Segundo relatos, os assessores de Khrushchev tentaram inicialmente caracterizar Castro como um agente americano não confiável. Mikoyan regressou de Cuba com a opinião de que a nova administração de Castro deveria ser ajudada econômica e politicamente.
O crescente embargo económico de Washington levou Cuba a procurar rapidamente novos mercados para evitar o desastre econômico. Castro pediu ajuda aos soviéticos e, em resposta, Khrushchev aprovou a compra de açúcar cubano em troca de combustível soviético. O acordo iria desempenhar um papel na sustentação da economia cubana durante muitos anos. Também desempenharia um papel na economia soviética, com o açúcar cubano a tornar-se amplamente disponível mesmo durante a frequente escassez de outros produtos alimentares. Após a fracassada invasão da Baía dos Porcos em 1961, Castro anunciou publicamente que Cuba se tornaria uma república socialista. Khrushchev enviou felicitações a Castro por repelir a invasão, mas, em particular, acreditava que os americanos em breve iriam fazer valer o peso do seu exército.

### Crise dos mísseis de Cuba

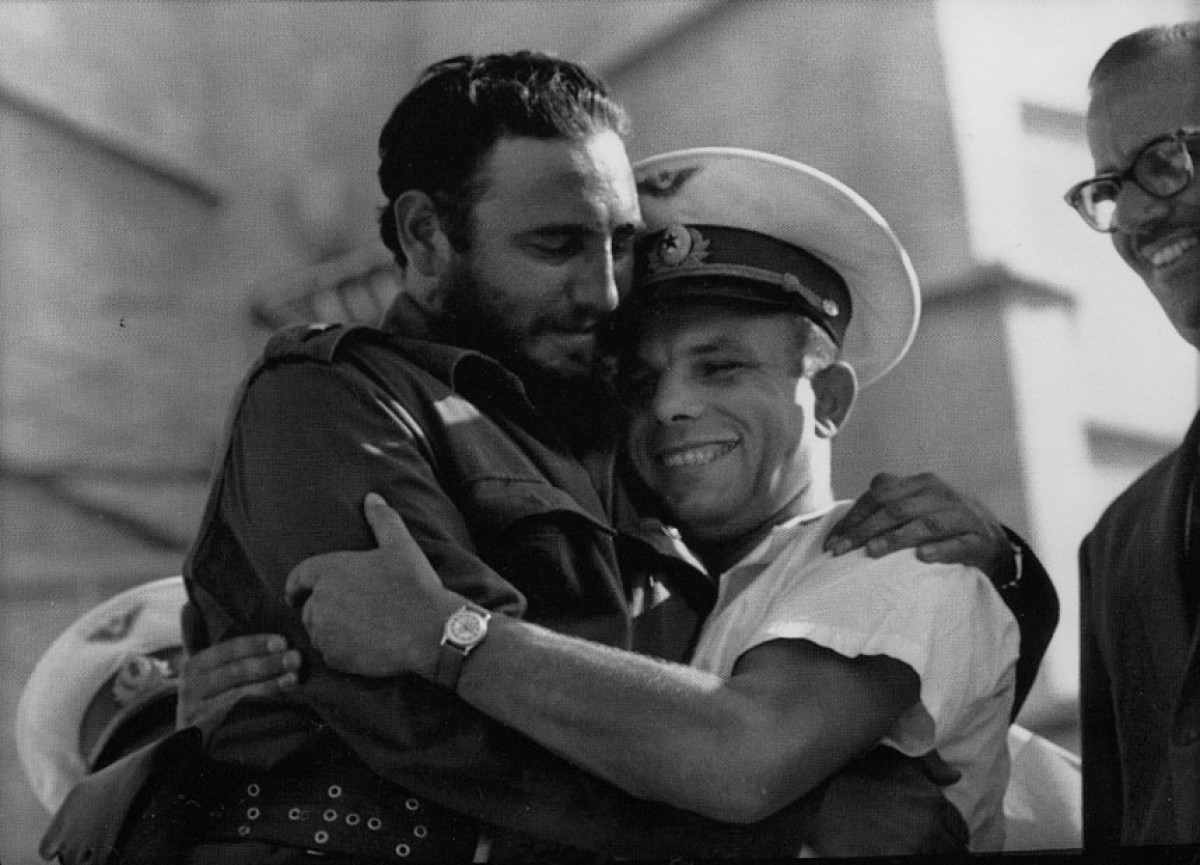
O comandante Fidel Castro abraça o cosmonauta soviético Yuri Gagarin, o primeiro homem no espaço, durante a sua visita à Havana, em 1961.

No final de julho de 1962, após a assinatura do Tratado de Amizade, Cooperação e Defesa Mútua Soviético-Cubana, mais de 60 navios soviéticos estavam a caminho de Cuba, alguns dos quais transportavam material militar. Khrushchev e Castro planejaram estabelecer secretamente uma presença das Forças Armadas Soviéticas na ilha antes de anunciar um pacto de defesa assim que mísseis balísticos com armas nucleares fossem instalados e direcionados aos Estados Unidos. Um voo U-2 na manhã de 14 de outubro fotografou uma série de locais de mísseis terra-ar em construção. Num discurso televisionado em 22 de Outubro, o Presidente dos EUA, John F. Kennedy, anunciou a descoberta das instalações e proclamou que qualquer ataque com mísseis nucleares a partir de Cuba seria considerado um ataque da União Soviética e seria respondido a altura.
A crise dos mísseis cubanos tornou-se o auge da amizade diplomática e da cooperação militar soviético-cubana. Os irmãos Castro e Che Guevara tornaram-se figuras populares entre o público soviético, que acreditava serem uma reminiscência dos líderes da Revolução Russa. No entanto, Castro enervou o Politburo Soviético com a sua atitude beligerante em relação à crise, incitando a União Soviética a lançar um ataque nuclear preventivo para aniquilar os Estados Unidos.
A crise dos mísseis cubanos teve um impacto significativo nos países envolvidos. Isso levou a um degelo nas relações americano-soviéticas, mas prejudicou as relações cubano-soviéticas. Castro não foi consultado durante as negociações Kennedy-Khrushchev e ficou irritado com a retirada unilateral soviética dos mísseis e bombardeiros. Além disso, a República Popular da China criticou publicamente o resultado.

### Estação Lourdes SIGINT
Em 1962, os soviéticos criaram uma instalação SIGINT em Lourdes, ao sul de Havana. A instalação SIGINT na ilha tinha grande capacidade de monitorar todos os satélites de comunicações geossíncronas militares e civis dos EUA. A estação foi abandonada em 2002.

### A viagem de Castro a Moscou
Depois da crise, em Junho de 1963, Castro fez uma visita histórica à União Soviética, regressando de Cuba para recordar os projetos de construção que tinha visto, especificamente as centrais hidrelétricas da Sibéria. Castro afirmou que o povo soviético “expressou pelos seus atos o seu amor e solidariedade para com Cuba”.
Na viagem, Castro e Khrushchev negociaram novos acordos de exportação de açúcar e métodos agrícolas para resolver o principal problema no aumento da produção de açúcar.
Apesar das tentativas soviéticas de apaziguar Castro, as relações cubano-soviéticas ainda eram marcadas por uma série de dificuldades. Castro aumentou os contatos com a China, explorou a crescente divisão sino-soviética e proclamou a sua intenção de permanecer neutro e de manter relações fraternas com todos os estados socialistas. A divisão sino-soviética também teve impacto na relação de Castro com Che Guevara, que assumiu uma visão mais maoísta após o conflito ideológico entre o Partido Comunista Soviético e o Partido Comunista Chinês.

### Invasão soviética da Tchecoslováquia
Em 23 de agosto de 1968, Castro fez um gesto público à União Soviética que reafirmou o seu apoio. Dois dias depois da invasão da Checoslováquia pelo Pacto de Varsóvia para reprimir a Primavera de Praga, Castro foi às ondas radiofônicas e denunciou publicamente a “rebelião” checoslovaca. Castro alertou o povo cubano sobre os “contra-revolucionários” checoslovacos, que “estavam a mover a Checoslováquia em direção ao capitalismo e para os braços dos imperialistas”. Ele chamou os líderes da rebelião de "agentes da Alemanha Ocidental e da turba reacionária fascista".

### A visita de Brejnev a Havana
Entre 28 de janeiro e 3 de fevereiro de 1974, o primeiro-ministro soviético Leonid Brezhnev realizou uma visita de Estado a Cuba e foi o primeiro líder soviético a visitar Cuba ou qualquer outro país da América Latina. Brejnev chegou ao Aeroporto Internacional José Martí e foi recebido com todas as honras militares. Em 29 de janeiro, a delegação soviética visitou a Plaza de la Revolución e depositou uma coroa de flores no Memorial José Martí antes de manter conversações com Castro no Palácio da Revolução. Mais de um milhão de cubanos participaram na manifestação de amizade cubano-soviética, que se realizou na Praça da Revolução, em Havana. No dia seguinte, ele manteve mais conversações com Castro, seu irmão Raul e o presidente Osvaldo Dorticos, e foi decidido que seria realizado o projeto e construção de linhas de energia de alta tensão no leste e no oeste de Cuba. No dia 31 de janeiro, nos subúrbios de Havana, ambos participaram da inauguração do Internato Secundário Especial Lenin. Ao final da visita foi agraciado com a Ordem de José Martí.

### Era Gorbachov
Com a proximidade de Cuba com os Estados Unidos, Castro e o seu regime tornaram-se um importante aliado da Guerra Fria para os soviéticos. A relação era maioritariamente econômica, com a União Soviética a fornecer assistência militar, econômica e política a Cuba. Em 1972, Cuba tornou-se membro do Conselho de Assistência Econômica Mútua (CMEA), o que reforçou a forte cooperação no domínio do planeamento econômico nacional e deu cada vez mais a Moscou o controle econômico sobre Cuba. De 1976 a 1980, os soviéticos investiram US$ 1,7 bilhão na construção e remodelação de fábricas e indústrias cubanas. Entre 1981 e 1984, Cuba também recebeu aproximadamente US$ 750 milhões por ano em assistência militar soviética.
Quando Mikhail Gorbachov chegou ao poder em Março de 1985, os soviéticos continuaram a considerar Cuba como uma importante ferramenta de propaganda da Guerra Fria. O investimento econômico e o comércio em Cuba atingiram o seu ponto mais alto. Em 1985, o comércio com os soviéticos representava mais de 70% de todo o comércio de Cuba. Ambas as nações continuaram a colaborar em projetos nas áreas de ciências, tecnologia, esportes e educação. No entanto, ao longo da era Gorbachev, as relações diplomáticas esfriaram até o fim da União Soviética, em 1991.
O aumento das tensões caracterizou melhor as relações diplomáticas entre Cuba e a União Soviética durante a era Gorbachev. A introdução das suas reformas soviéticas da perestroika e glasnost e o seu "novo pensamento" sobre a política externa desencadearam uma crise econômica na União Soviética, expôs os soviéticos e os seus aliados a crescentes críticas internas por parte dos dissidentes e desencadeou um conflito ideológico com o regime cubano.

#### 1985–1989
As tentativas de reformas de Gorbachev não só provocaram o fortalecimento de uma oposição vocal frustrada com o ritmo das reformas, mas também colocaram os soviéticos em conflito com Cuba. A transição durante a perestroika para reformas de mercado enfraqueceu o rublo soviético e resultou numa redução dos subsídios básicos e na escassez generalizada de bens básicos, na perda de empregos e na diminuição da produtividade. As dificuldades econômicas espalharam-se para outras áreas da Europa Oriental e outros satélites soviéticos, como Cuba. Em essência, a perestroika minou progressivamente a capacidade da União Soviética de cumprir os seus compromissos econômicos com Cuba.
Em 1986, Castro embarcou no seu próprio conjunto de reformas, que foi chamado de campanha de “retificação de erros”. Castro pretendia que as reformas impedissem ou erradicassem quaisquer ideias reformistas que se espalhassem em Cuba, motivadas por reformas políticas e econômicas soviéticas ou noutros locais da Europa Oriental. As políticas cubanas e a perestroika foram diametralmente opostas e destacaram o desmoronamento da relação soviético-cubana.
Os efeitos da glasnost nas críticas e discussões políticas na União Soviética pressionaram ainda mais a aliança cubano-soviética. Depois de Castro ter atacado a glasnost durante uma conferência conjunta soviético-cubana em Havana, em 1988, a elite soviética tornou-se mais crítica da política externa soviética em relação a Cuba. Embora Havana não pudesse dar-se ao luxo de perturbar Moscou, o seu principal aliado, Castro, em Fevereiro de 1989, liderou uma pequena expulsão de diplomatas soviéticos na embaixada soviética e proibiu a venda de publicações e meios de comunicação soviéticos.
Na sua visita para reatar os laços com Cuba em Abril de 1989, Gorbachev tentou convencer Castro a tomar uma atitude mais positiva em relação à União Soviética. Gorbachev foi apenas o segundo líder soviético a visitar a América Latina.Apesar do ministro das Relações Exteriores soviético, Eduard Shevardnadze, ter declarado a reunião um "marco nas relações soviético-cubanas", as relações declinaram rapidamente após o retorno de Gorbachev a Moscou.

#### 1989–1991
Em 1990, Moscou tinha encontrado cada vez mais dificuldades em cumprir as suas responsabilidades econômicas para com Havana. Em 1985, pagou mais de onze vezes o preço mundial pelo açúcar cubano, mas em 1989 pagou apenas três vezes o preço mundial. À medida que a economia continuava a declinar, os membros da elite soviética tornaram-se mais críticos em relação aos termos de comércio desiguais. Para muitos, “parecia contrário à natureza da perestroika continuar a apoiar uma economia cubana ineficiente enquanto lutava para reformar a economia soviética”. Isso forçou o governo cubano a procurar investimento e comércio estrangeiro em outros lugares. Naquilo que foi chamado de “abordagem de opção zero”, o governo cubano em 1990 e 1991 estabeleceu acordos comerciais isentos de tarifas para impulsionar as importações e exportações, deu às entidades estrangeiras mais autonomia e incentivos fiscais generosos, e começou a diversificar a economia, concentrando-se mais sobre a indústria farmacêutica e o turismo.
Na esfera internacional, o "novo pensamento" de Gorbachev tentou remover a ideologia marxista das relações Leste-Oeste. A sua nova política externa assumiu uma nova orientação que sublinhava a independência internacional, a defesa não ofensiva, a cooperação multilateral e a utilização do processo político para resolver questões de segurança. No início, Castro adoptou uma perspectiva relativamente positiva sobre o “novo pensamento”. No entanto, as divergências ideológicas sobre o desarmamento, os conflitos internacionais na Nicarágua e em Angola, e a crise da dívida no mundo em desenvolvimento criaram rapidamente diferenças irreconciliáveis entre Castro e Gorbachev.
Demonstrativo do esfriamento das tensões da Guerra Fria e do "novo pensamento" foi o anúncio de Gorbachev, em 11 de setembro de 1991, de que todas as tropas soviéticas seriam retiradas de Cuba.
Após uma tentativa de golpe soviético em agosto de 1991, os líderes cubanos sentiram que tinham menos a perder e começaram a criticar abertamente as reformas soviéticas. Um editorial do Granma, vários dias depois do golpe, escreveu que “na União Soviética, os políticos favorecem o processo de privatização e a aceleração para a economia de mercado. Essas posições resultaram no desenvolvimento desses eventos."

### Fim da União Soviética
O fim da União Soviética em Dezembro de 1991 teve um efeito imediato e devastador em Cuba. Valiosas ajudas e privilégios comerciais terminaram para Cuba, com a União Soviética deixando de existir. Cuba logo entrou numa crise social e fiscal, conhecida como Período Especial.
Desde a década de 1990, Cuba manteve e iniciou relações com outros vizinhos latino-americanos e países não alinhados, mas como é a única nação marxista no Hemisfério Ocidental, Cuba não consegue mais manter o seu status político. Após a mudança para os preços do mercado mundial ao abrigo do acordo comercial de 1991 e a dissolução do CMEA, que já representou quase 85% do comércio cubano, o comércio com a União Soviética diminuiu mais de 90%. Só a União Soviética importou 80% do açúcar cubano e 40% dos citrinos cubanos. As importações de petróleo caíram de 13 milhões de toneladas em 1989 para cerca de 3 milhões de toneladas em 1993 com a Rússia.
As Revoluções de 1989 acabaram com o comunismo na Europa e o fim da União Soviética levou a um grande isolamento e dificuldades econômicas em Cuba.

## Lista dos embaixadores soviéticos em Cuba
De acordo com o site da Embaixada da Rússia.
- Máximo Litvinov, 1942–1943
- Andrei Gromyko (estacionado em Washington, DC), 1943–1946
- (sem relações), 1946-1960
- Sergei Mikhailovich Kudryavtsev, 1960–1962
- Alexandr Ivanovich Alexeyev, 1962–1968
- Alexander Alexeyevich Soldatov, 1968–1970
- Nikita Pavlovich Tolubeyev, 1970–1979
- Vitaly Vorotnikov, 1979–1982
- Konstantin Fedorovich Katushev, 1982–1985
- Alexandre Kapto, 1985–1989
- Yury Vladimirovich Petrov 1989–1991
- Arnold Ivanovich Kalinin, 1991–2000 (após a dissolução da URSS, continuou como embaixador da Rússia)